# Inter-Asterisk eXchange
IAX (Inter-Asterisk eXchange) est un protocole de voix sur IP issu du projet de PABX open source Asterisk.
Il permet la communication entre un client et serveur ou entre serveurs asterisk.
Sa principale différence avec SIP vient de sa capacité à contrôler et réguler la transmission de flux multimédia avec un débit plus faible (notamment pour la voix). Il présente aussi l'avantage de s'intégrer dans des réseaux NATés, en effet IAX n'utilise qu'un seul port UDP : le 4569 pour la signalisation et les données.
Le nom IAX est souvent utilisé pour parler de la version 2 du protocole, en effet la première version n'est pratiquement plus utilisée.
Ce protocole est de plus en plus utilisé et est standardisé dans la version 2 depuis février 2010 au travers de la RFC 5456.

### Autres protocoles de signalisation de VoIP
- SIP
- H323